# عين العودة (القطيف)

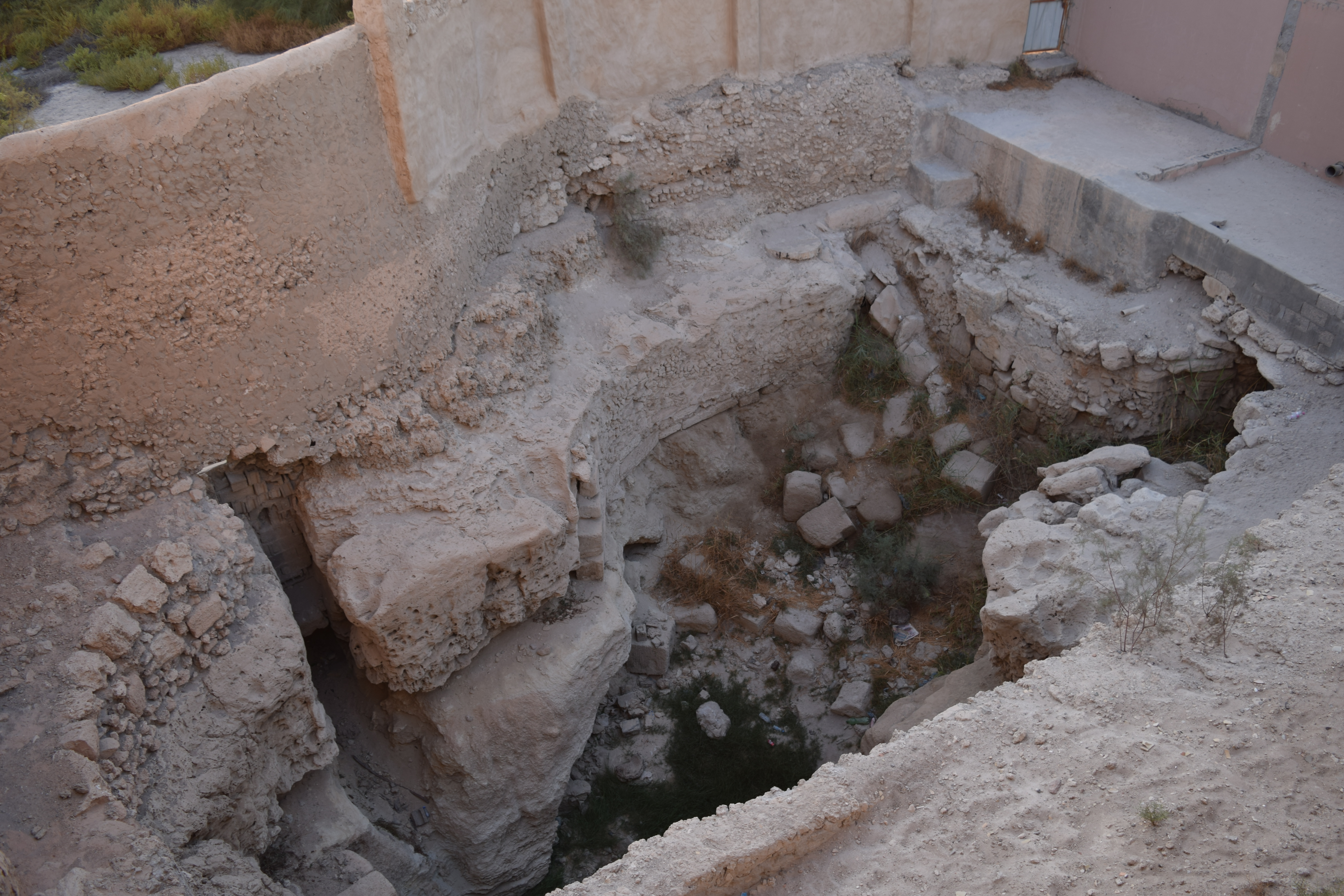
صورة علوية لعين العودة بعد جفافها كما تظهر من قمة تل قلعة تاروت.

عين العودة أو العين العودة أو عين الحمام أو عين الحلقوم أو عين تاروت أو عين القلعة هي عين كبريتية يعود تاريخها إلى ما قبل 4 آلاف عام تقع في قلب جزيرة تاروت، بالمنطقة الشرقية للمملكة العربية السعودية. كانت العين تسقي جزيرة تاروت بأكملها. وكانت تحتوي على مياه معدنية يقصدها المرضى للاستشفاء حسب مزاعمهم. وكان يخرج من العين ماء حار وبخار شتاءً وماء بارد فاتر صيفاً، وهي تعد من العيون الطبيعية الجوفية الكبيرة والعميقة. أما حالياً فقد نضبت العين ولا يوجد بها ماء رغم محاولات لإعادة إحيائها.

## التسمية
كانت العين تُسمَّى بعين العَوْدَة لقدمها وكونها من أعرق العيون في جزيرة تاروت والقطيف. إذ أن «العَوْدُ» يعني القديم باللهجة المحلية.

## البناء
عين العودة مسورة من ثلاث جهات، والجهة الرابعة كانت تُجاور البرج الشمالي للقلعة.

## المعتقدات المحلية
كان ماء هذه العين مقدساً عند أبناء الحضارات التي سادت جزيرة تاروت. إذ أن كثير من الديانات كانت تقدس المياه أو تعطيها صبغة ذات قداسة. كانت عين العودة خاصة بالنساء في الماضي حيث كن يغسلن الملابس على أطرافها واستخدمت فيما بعد من قبل الرجال على فترات بل وروت بعض النسوة أنهن كنّ يرتدن عين العودة في الوقت الذي كانت العين خاصة بالنساء، وكانت هناك صخرة سقطت في الماء فحاولن أن يرفعنها فوجدن في الجانب الآخر منها رسماً لتمثال بنهدين بارزين. كما كانت العين مليئة بالضفادع والأسماك الصغيرة (حوارسين) وبعض الأوقات كانت توجد أسماك كبيرة وكانت مقصداً للغواصين والبحارة من الساحل الشرقي ودول الخليج، خاصة الكويت والبحرين.

## جيولوجيا العين
العين محفورة داخل الصخور المجاورة لأساسات قلعة تاروت. حيث تضم جحورا ولحوفا بداخلها وتنورها قريب من قاعدة القلعة.

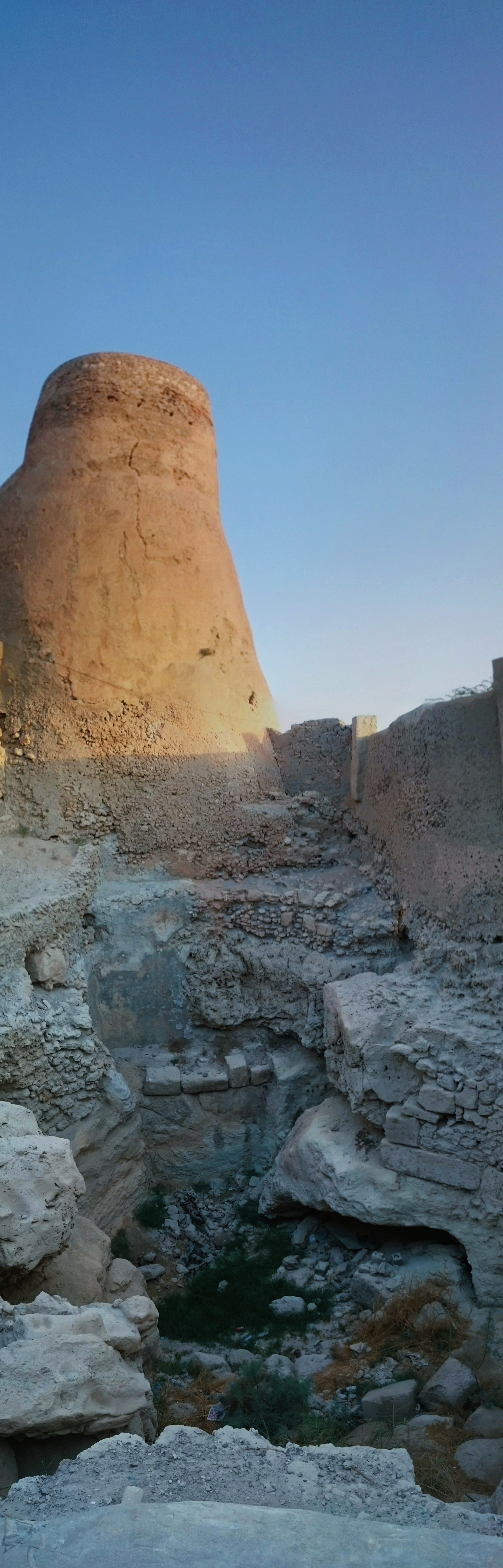
برج قلعة تاروت الشمالي الشرقي، وعين العودة الجافة. 2016م

ويتفرع الحلقوم منها، وهو عبارة عن المجرى الخاص لحمام عين تاروت فكان الحلقوم يخرج من العين إلى بركة في الجهة الغربية حيث كانت مغتسلاً للنساء ويجاورها تل يحيط بها، وقد ذكره جيفري بيبي رئيس البعثة الدنماركية التي تولت عملية التنقيب في الستينات الميلادية في مؤلفه كتاب دلمون، وعرفت تاروت في التاريخ بحضارة دلمون باربار التي كانت تتركز في هذا التل المجاور لعين العودة وهي تعتبر من أساس حضارة جزيرة تاروت.
كما تزود بلدة دارين بالماء حتى عام 1937م، حيث كانت تجري مياهها مشكلة رافدًا صغيرًا يمتد من وسط جزيرة تاروت، وبالتحديد من موضع النبع أسفل القلعة، وتجري باتجاه الجنوب، وصولا إلى طرف بلدة دارين الشمالي الشرقي، وتحديدًا بالقرب من مقر نادي الجزيرة بدارين حاليًّا، في موضع يطلق عليه محليًّا القنطرة، ويصب في نهاية المطاف في البحر قاطعًا مسافة تزيد على 1,500 متر، وكان أهالي بلدة دارين عادةً ما يقطعون يوميًّا مسافة 1,000 متر مشيًّا على الأقدام وصولا إلى نهاية مجرى عين العودة، أو إلى القنطرة للتزود بالماء.
وتتكون العين من طبقات أربع، فالأولى منها تعرف بالطبقة التجويفية الخارجية والذي تشكل به الشكل الهندسي الخارجي للعين. أما طبقتها الثانية فهي عبارة عن نتوءات صخرية تبرز في جدران العين الداخلية. أما في الطبقة الثالثة يوجد بها سرداب طويل ومجرى مائي تنتقل من خلاله مياه العين للمزارع، وهذا الجزء أكثر الأجزاء ضيقاً إذ يمتد بعده قاع العين الذي يتكون من طبقة رسوبية تتدفق من خلالها المياه الجوفية ومنه تتغذى العين بالمياه الجوفية المنبعثة من باطن الأرض. ولكن سرعان ما نضبت، وكانت تدفع السباحين للأعلى بسبب قوة تدفق مياهها.

## الموارد والتغذية المائية

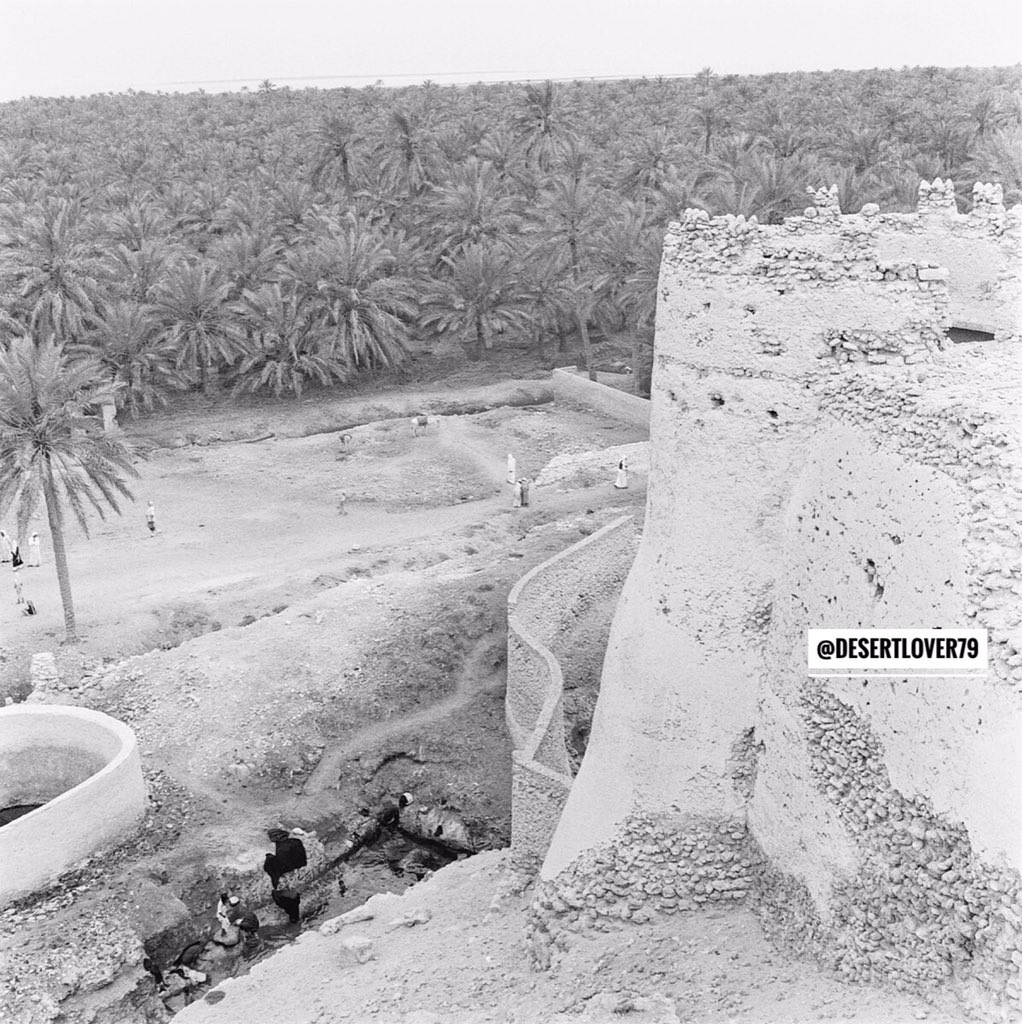
تفرع مائي من عين العودة، في الخمسينيات الميلادية تقريبًا.

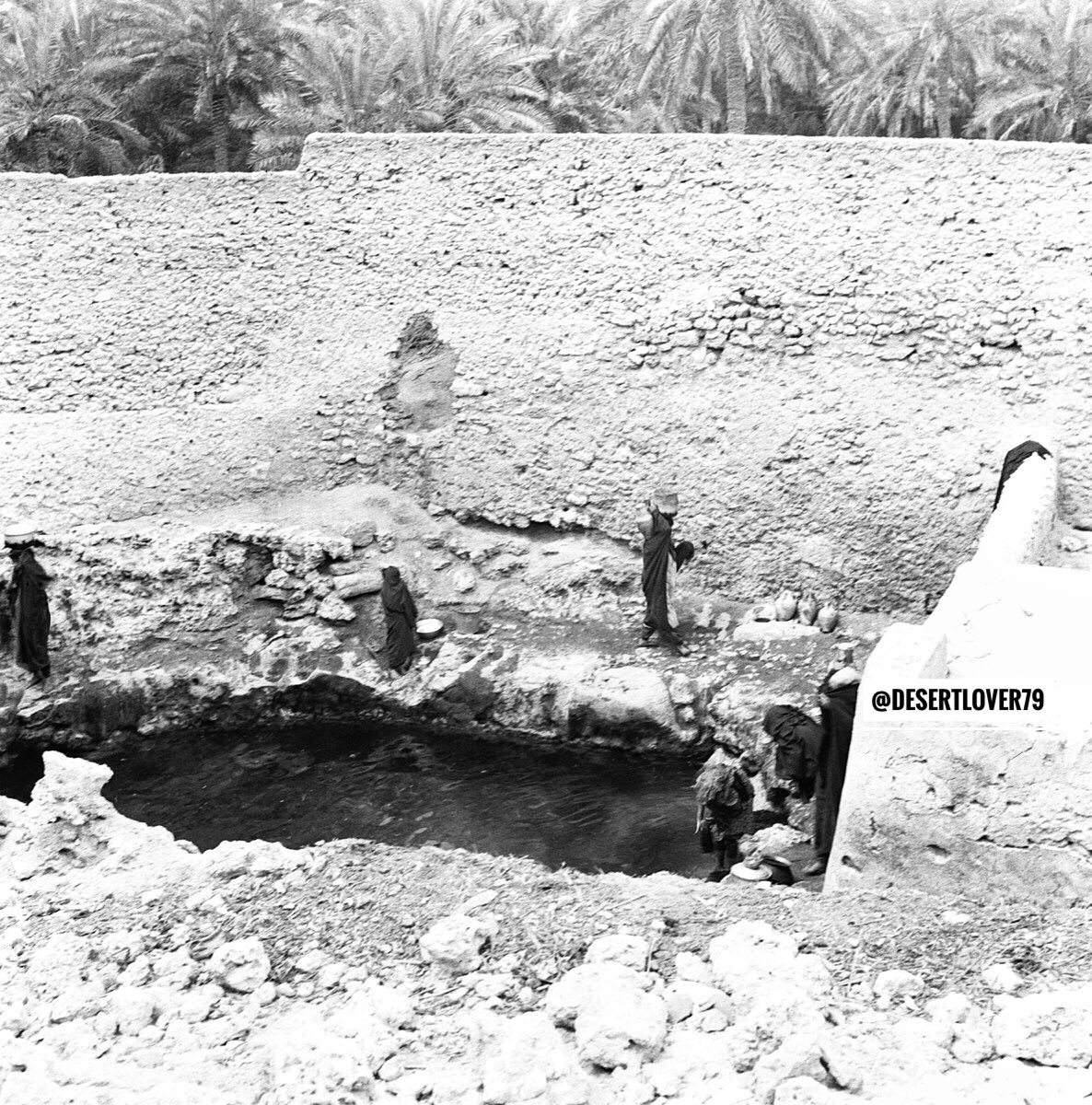
التفرع للعين، وكان استخدامه محصورًا للنساء

في السابق، كانت عين العودة تُغذي عدة حمامات ومزارع، ومن أبرز المواقع التي يمر منبعها المائي بها:

### حمام تاروت

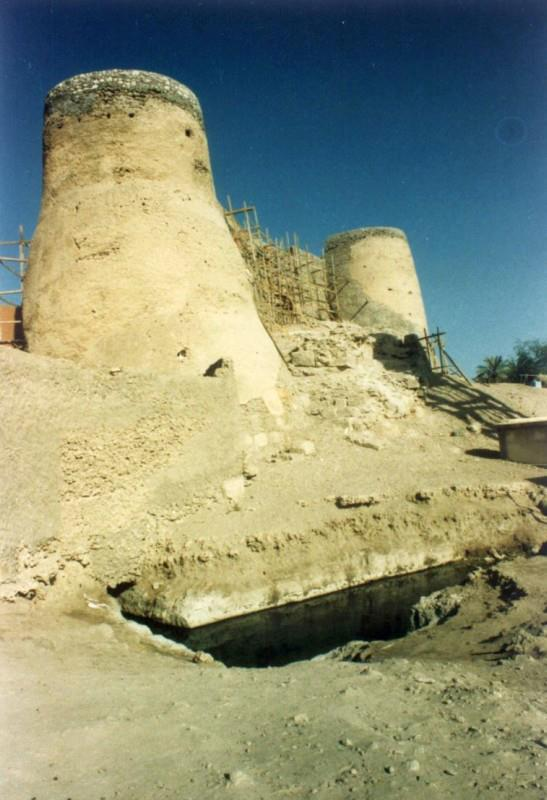
القلعة تحت الترميم عام 1404هـ، (1984م)، ويظهر امتداد الماء من عين العودة الذي يمر بحمام تاروت.

حمام تاروت أو حمام عين تاروت أو حمام المسجد أو حمام السوق أو حمام الباشا هو حمام كبريتي يتفرع من عين العودة. بُني في العهد البرتغالي واستخدمه باشوات عثمانيون بعد ترميمه. كان الحمام يمتد على السوق التجاري ولكن تم ردمه عام 1991م، وتحويله إلى حمامات حديثة للسباحة. كان يحتوي على أسماك صغيرة فيه قيل أنها تساعد على شفاء الندوب والقروح في أجسام البحارة الذين يأتون إليه لهذا الغرض، حتى أطلقوا على الأسماك الصغيرة اسم أطباء تحت الماء، بحسب اعتقادات السكان المحليين. تصل المياه حمام عين تاروت من عين العودة مباشرة حيث أنه بجوار قلعة تاروت وعين العودة.
يعود تاريخ الحمام إلى حدود سنة 1076م خلال فترة حكم العيونيين وتأسيس قلعة تاروت. كان الجزء الجنوبي مخصصاً لاستحمام للأهالي، ومجرى الحمام يتصل بالنبع الأصلي لعين العودة، من خلال نفق يمتد تحت الأرض ويتصل بحمام باشا وهو جزء من العين العودة، ثم يتصل بالعين من خلال فجوة بحوض الأرملي متفرعاً من الحمام إلى عدد من مجاري الساقية التي تتوزع وتروي الغابات والبساتين الشاسعة، وتتدفق المياه وتجري في اتجاه الجنوب والشرق، ويتفرع حمام تاروت الذي كان يخترق السوق التجاري من حمام باشا.

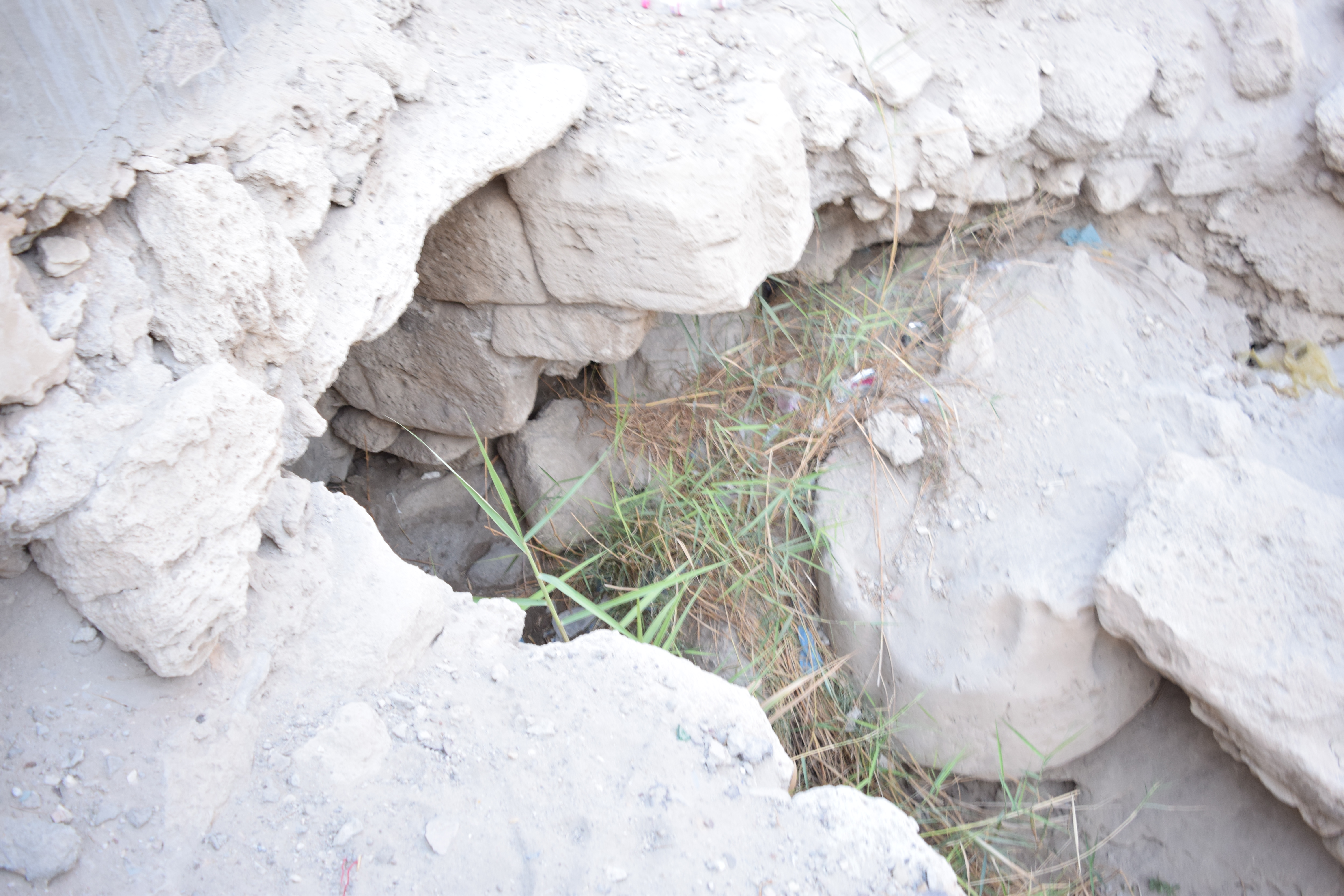
التفرع المائي من عين القلعة إلى حمام الباشا والذي يؤدي إلى حمام عين تاروت. 2016م

### بئر قلعة تاروت
كان يستخدم البئر لحفظ الماء في حالة الحصار، في حين يرى آخرون أن هذا الجب يؤدي إلى قبو تابع للقلعة به مجموعة من الغرف كانت تستخدم لتخزين الأسلحة والمؤونة، وهذا الجب كان متسعاً من الداخل، وقد استخدمه البرتغاليون والعثمانيين كسجن لمن يعصي أوامر الجنود، وكان هذا القبو متصلاً بممر سري يؤدي إلى خارج القصر، وتحديدا إلى منطقة الرميلي، وفي حالة الحصار يستخدم هذا الممر السري لإخلاء القلعة والهرب منها، وهو ذو شبه بالقلاع البرتغالية في عمان إذ أن الجغرافي البرتغالي بدرو باريتو، يذكر في أحد تقاريره عن القلاع البرتغالية في منطقة عمان أن عدداً من هذه القلاع كانت لها أبراج دائرية في كل زاوية، وبها بئر ماء ومخزن للذخيرة تحت الأرض، ويوجد وجه الشبه بين القبو وعدد من العناصر المعمارية المكونة لقلعة تاروت ومخطط قلعة دبا البرتغالية المرفق في تقارير الجغرافي البرتغالي بدرو باريتو.

## هوامش
1. ↑  بلدة دارين لم يكن فيها مرتفق للماء بتاتاً إلا من هذه العين، وأول عين حفرت بها هي عين إبراهيم بن هارون الذي تم حفرها عام 1937م.